# 井口理
井口理（いぐち さとる、1993年〈平成5年〉10月5日 - ）は、日本の歌手、キーボーディスト、俳優。ロックバンドKing Gnuでボーカル・キーボードを担当。長野県伊那市出身。

## 来歴
東京藝術大学音楽学部声楽科卒業。
2015年、井口が参加するバンド「Srv.Vinci」（サーバ・ヴィンチ）が4人体勢となり、2017年にバンド名を「King Gnu」と改名。その後、2019年、King Gnuのアルバム「Sympa」でメジャーデビュー。
2019年4月から約1年間『オールナイトニッポン0(ZERO)』（ニッポン放送）の木曜日パーソナリティーを担当。その他にNHKのドキュメント番組のナレーション、映画『劇場』に出演するなど、俳優、ナレーターとしても活動している。

## 人物
- 身長180 cm[6]。
- バンド内ではムードメーカー的な存在。
- 三男一女の4人兄弟の末っ子で、次兄は声楽家（バリトン）の井口達[7]。本人はテノールである[8]。
- 最も好きなミュージシャンは七尾旅人。他には親の影響から井上陽水、チューリップ、オフコース、布施明、尾崎紀世彦、ポルノグラフィティ、aikoなどを聞いていた[9]。特にポルノグラフィティは自身がレギュラー出演するラジオ番組で勝手に20周年記念企画として、自身がカラオケで歌うだけの企画を行ったほどである[10]。この企画の反響を受け2020年3月13日に2度目のカラオケ企画が行われた際には、サプライズとしてポルノグラフィティのボーカルである岡野昭仁が乱入し、二人で「ミュージック・アワー」、「アゲハ蝶」を歌唱した[11]。
- バンドメンバーの常田大希とは小学校、中学校の幼馴染という仲である。中学時代合唱部に所属し、常田と共にNHK全国学校音楽コンクールの全国大会に出場。特別仲が良かったというわけでもなかったが、常田がすでに中退していた東京藝術大学の学園祭にバンド演奏のため訪れたところ、出店の客引きで歌っていた井口と奇跡的に再会する[2][12]。それがきっかけで常田から「曲をレコーディングするからコーラスをやってくれない?」と誘われ、Srv.Vinciのメンバーとなる[2]。
- 大学には入学したものの、クラシックや声楽に向いてないと考え[13][14]、高校時代はバンド経験もあったことから、何か人前に出られればいいと模索。劇団に足を運んだり、ミュージカルや演劇に役者として出演したりしていた[2][13]。
- 居酒屋やかっぱ寿司でのアルバイト経験があり、元日にサラリーマンのスーツにウニをこぼして怒られたというエピソードがある。酢飯の匂いがダメになり辞めた[15]。

## 作品

### 参加楽曲
- millennium parade 「FAMILIA」（2021年1月8日）[16]
- millennium parade 「Fireworks and Flying Sparks」（2021年2月10日）[16]
- 岡野昭仁×井口理 「MELODY（prod.by BREIMEN）」（2022年5月9日）[17]
- UCARY & THE VALENTINE 「月来光（feat.井口理）」（2023年7月31日）[18]
- 原摩利彦 「Luminance feat.井口理」（2025年6月6日）[19]

### 書籍
- なんでもソーダ割り（2023年3月10日、朝日新聞出版）ISBN 978-4-02-332281-3[20]

## 出演

### テレビ
- CDTV ライブ! ライブ! （TBS系）
  - 岡野昭仁×井口理「MELODY（prod.by BREIMEN）」（2022年5月23日）[21]
- ミュージックステーション（テレビ朝日系）
  - 岡野昭仁×井口理 「MELODY（prod.by BREIMEN）」（2022年6月10日）[22]
- 沸騰ワード10（2023年2月24日、日本テレビ系）[23]
- A-Studio+（2023年2月24日、TBS系）[24]
- めざましどようび（2023年2月25日、フジテレビ系）[25]
- ゆうがたGet!（2023年4月10日、11日、12日、13日、14日、テレビ信州）[26]

### 映画
- ヴィニルと烏（2019年11月8日）[27]
- 劇場（2020年7月17日）- 小峰 役[28]
- 佐々木、イン、マイマイン（2020年11月27日）- 吉村 役[29]
- 余命10年（2022年3月4日） - 三浦アキラ役[30]
- ミスタームーンライト～1966 ザ・ビートルズ武道館公演 みんなで見た夢～（2023年1月27日）[31] - 井口理（本人）
- ひとりぼっちじゃない（2023年3月10日）- 主演・ススメ 役[32]
- サイド バイ サイド 隣りにいる人（2023年4月14日）[33]

### ドラマ
- ゆれるせいかつ #1#2（2020年1月、LINE）[34]
- MIU404 第7話（2020年8月7日、TBSテレビ）- 飛田 役[35]
- #家族募集します 第2話、第6話（2021年7月16日、9月3日、TBS）- ナオト 役 [36][37]
- GOSSIP BOX（2021年9月、YouTube）- 主演・薬師寺透 役[38]

### Web
- 野村不動産「PROUD」ブランドムービー『僕は、父が苦手だった。』（2020年10月15日 - 2021年3月31日）- 主演・高橋正樹 役[39]
- エルメス「HUMAN ODYSSEY EPISODE 3」（2021年10月28日）[40]

### 舞台
- キャッシュ・オン・デリバリー（2025年12月5日 - 21日〈予定〉、THEATER MILANO-Za / 2026年1月8日 - 12日〈予定〉、COOL JAPAN PARK OSAKA WWホール） - 主演・エリック・スワン 役[41][42]

### ナレーション
- ひとモノガタリ「ダウンタウンになれなかった男」（2019年7月15日、NHK総合）[43]
- 報道ステーション（2020年1月16日、テレビ朝日）[44]
- 目撃！にっぽん「待ちわびた帰り～震災9年 身元不明者を捜して～」（2020年3月22日、NHK総合）[45]
- 「イマジンは生きている ジョンとヨーコからのメッセージ」（2020年11月21日、NHK BSプレミアム）[46]
  - 59分版（2020年12月24日、NHK総合）[47]
- 10年たった今だから（2021年3月7日、NHK総合）[48]
- BS1スペシャル「“自由の声”が消えゆく世界で -アラブの春から10年 夢の先に-」（2021年4月11日、NHK BS1）[49]
- NHKスペシャル「この素晴(すば)らしき世界 分断と闘ったジャズの聖地」（2021年11月20日、NHK総合）[50]
- 逆再生ドキュメント 「東京藝術大学卒業作品展」（2022年3月25日、NHK BSプレミアム、NHK BS4K）[51]

### ゲーム
- 龍が如く8（2024年1月26日、セガ）- エリック・トミザワ役[52]

### ラジオ
- King Gnu 井口理のオールナイトニッポン0(ZERO)（2019年1月4日、2019年4月5日 - 2020年3月27日、ニッポン放送）
- TOKYO SPEAKEASY（2020年7月15日） - ゲスト出演
- 新井和輝のRADIO NEW（2021年2月21日、CLUB GNU会員限定コンテンツ、ゲスト出演）- 一周年生配信にスペシャルゲストとして出演
- 菅田将暉のオールナイトニッポン（2020年3月24日、2022年2月28日、ニッポン放送）- ゲスト出演
- 岡野昭仁と井口理のオールナイトニッポン（2022年5月31日、ニッポン放送）
- 鈴木敏夫のジブリ汗まみれ（2022年7月24日、2022年7月31日[注 1]、TOKYO FM）- ゲスト出演
- オールナイトニッポン55時間スペシャル aikoと井口理のオールナイトニッポン（2023年2月19日、ニッポン放送）

### CM
- サントリー「ワールドウイスキー 碧ao」（2022年9月 - ） - 岡田将生と共演
- アリオラジャパン「King Gnu - SPECIALZ」（2023年9月 - ）
- 日本マクドナルド「三角チョコパイ」（2023年10月 - ） - 伊藤沙莉と共演
- アリオラジャパン「King Gnu - TWILIGHT!!!」（2025年5月 - ）

### ミュージックビデオ
King Gnu、Srv.Vinci の作品は省略。
- KOZUMI 「サイレン」（2015年7月22日）[53]
- 岡野昭仁×井口理 「MELODY（prod.by BREIMEN）」（2022年5月20日）[54]
- UCARY & THE VALENTINE 「月来光（feat.井口理）」（2024年1月1日）[55]

### 連載
AERA「なんでもソーダ割り」（2021年4月12日号～2022年7月4日号、朝日新聞出版）